# Kate Ashfield
Kate Ashfield (Oldham, Inglaterra, 28 de mayo de 1976) es una actriz y comediante británica conocida por sus interpretaciones de Jody en la película Late Night Shopping, de Sadie MacGregor en el filme británico This Little Life y de Liz en la película de 2004 Shaun of the Dead.
Ha realizado numerosas apariciones en cine, televisión y teatro. Su primer papel cinematográfico llegó en 1994, interpretando a Ella en la película Princess Caraboo. Una de sus primeras apariciones en teatro fue en la producción de 1995 Blasted, de Sarah Kane. En 1996 controversialmente apareció en topless en la obra Shopping and Fucking de Mark Ravenhill.
En abril de 2011, interpretó a Alma George, secretaria del club de fútbol inglés Manchester United en el drama de la BBC United, basado en el desastre aéreo de Munich de 1958.

## Filmografía

### Cine y televisión
| - Fakers (2004) - Eve Evans - Spivs (2004) - Jenny - The Best Man (2005) - Becka - Secret Smile (2005) - Miranda - Random Quest (2006) - Ottilie/Kate - Tsunami: The Aftermath (2006) - Ellen - The Baker (2007) - Rhiannon - Talk to Me (2007) - Kelly - The Children (2008) - Natasha - Never Better (2008) - Anita Merchant - Collision (2009) - Ann Stallwood - The Diary of Anne Frank (2009) - Miep Gies - Agatha Christie's Poirot (2010) - Muriel Wills - 7 Lives (2011) - Cynthia - New Tricks (2011) - Hilary Newell - Silent Witness (2011) - Rebecca Woods - United (2011) - Alma George - Late Bloomers (2011) - Giulia - Byzantium (2012) - Gabi - When the Lights Went Out (2012) - Jenny Maynard - Line of Duty (2012) - Jools Gates - Midsomer Murders (2013) - Helen Caxton - Nymphomaniac (2013) - Terapeuta - Hangman (2015) - Beth Miller - Secrets and Lies (2015) - Vanessa Richardson | - Princess Caraboo (1994) - Ella - Blasted (1995) - Cate - Shopping and Fucking (1996) - Lulu - Soldier Soldier (1996) - Cate Hoobs - Woyzeck (1997) - Marie - Closer (1998) - Alice - Guest House Paradiso (1999) - Ms Hardy - The War Zone (1999) - Watership Down (1999) - Primrose - The Low Down (2000) - Ruby - Storm Damage (2000) - Kay - Late Night Shopping (2001) - Jody - Do or Die (2001) - Samantha - Pure (2002) - Helen - Flyfishing (2002) - Helen - Crime and Punishment (2002) - Dounia - Beyond Borders (2003) - Kat - Pollyanna (2003) - Nancy - Collusion (2003) - Sally Waterville - Killing Hitler (2003) - Rachel - This Little Life (2003) - Sadie MacGregor - The Trouble with Men and Women (2003) - Susie - Shaun of the Dead (2004) - Liz |

## Premios
- British Independent Film Award - Mejor actriz (2001)
- Royal Television Society - Mejor actriz (2004)